# Antoine de Laloubère
Antoine de Laloubère (Auch, 24 de agosto de 1600 — Toulouse, 2 de setembro de 1664) foi um matemático jesuíta francês.
É conhecido principalmente por uma solução incorreta do problema de Pascal sobre a cicloide, que ele obteve em 1660, mas tem uma melhor distinção por ter sido o primeiro matemático a estudar as propriedades da hélice.

## Obras

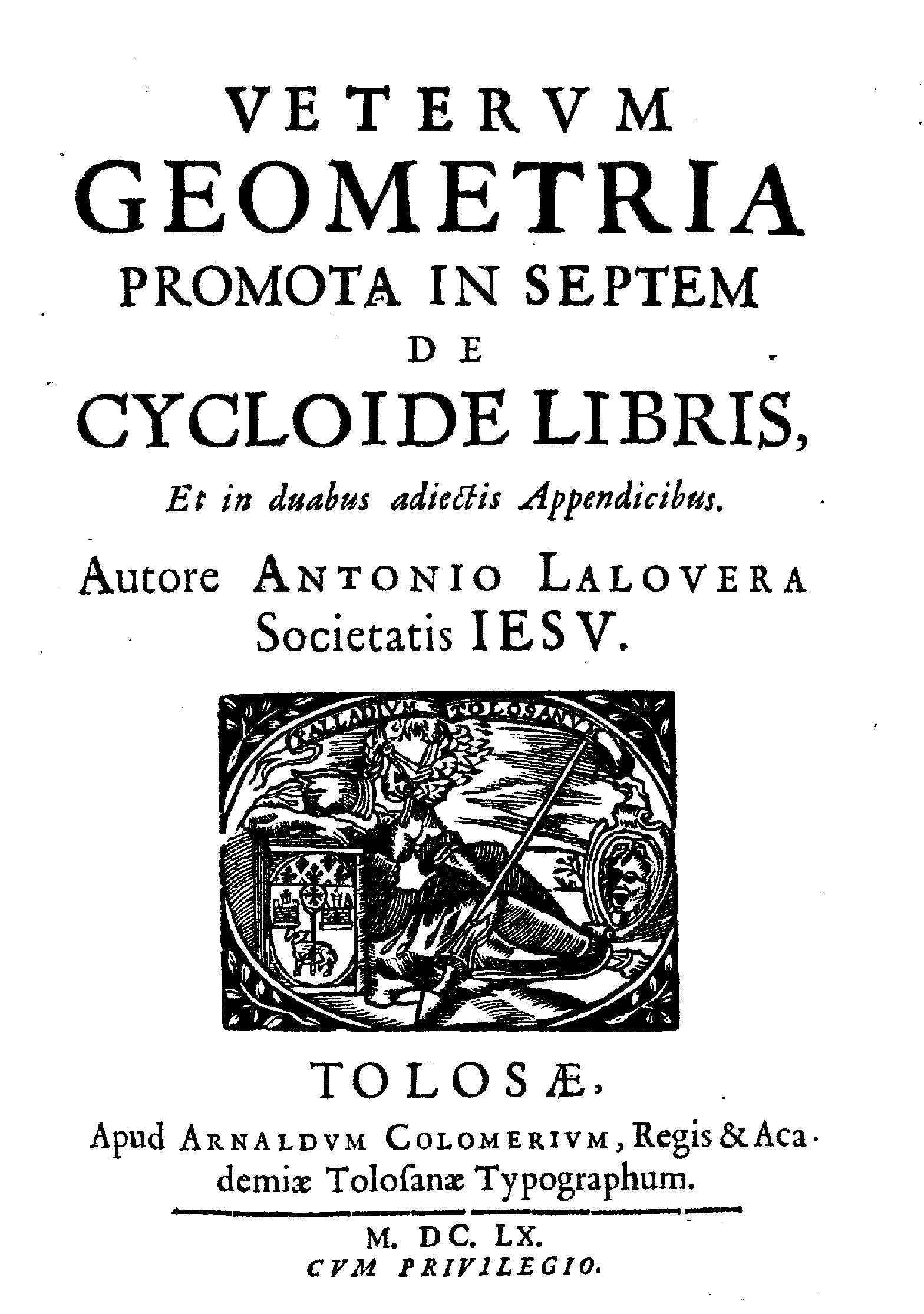
Veterum geometria promota in septem de cycloide libris, 1660

- Quadratura Circuli Et Hyperbolae Segmentorum, 1651[1]
- De Cycloide Galilaei et Torricelli propositions viginli, Toulouse, agosto de 1658
- Responsio ad duplicem quaestionem moralem, Toulouse, 11 de dezembro de 1658
- Veterum Geometrica promota in septem de Cycloide Libris et in duobus adjectis Apprendicibus (avec Arnaldum Colomerium), Toulouse, 1660